# Ковкость
Ко́вкость — технологическое свойство материалов, характеризующее их способность к обработке деформированием: ковкой, вальцеванием, штамповкой без разрушения. Уровень ковкости зависит от многих параметров. Теснее ковкость связана с пластичностью и деформируемостью материала, свойствами, противоположными хрупкости.
В условиях обработки металлов и сплавов давлением на ковкость влияет целый ряд факторов: состав и структура деформируемого материала, характер напряженно-деформированного состояния, неоднородность деформации, скорость деформации, температура, и др. Меняя те или иные параметры, можно влиять на пластичность и ковкость материала.
Количественно ковкость характеризуют относительной деформацией разрушения. При растяжении стержня ковкого материала перед тем, как происходит разрыв, в стержне формируется шейка.
Ковкость в основном рассматривается как свойство металлов. Это обусловлено металлической связью, при которой атомы металла могут смещаться из своих положений в кристаллической решетке, преодолевая меньшее сопротивление.